# Genji Monogatari

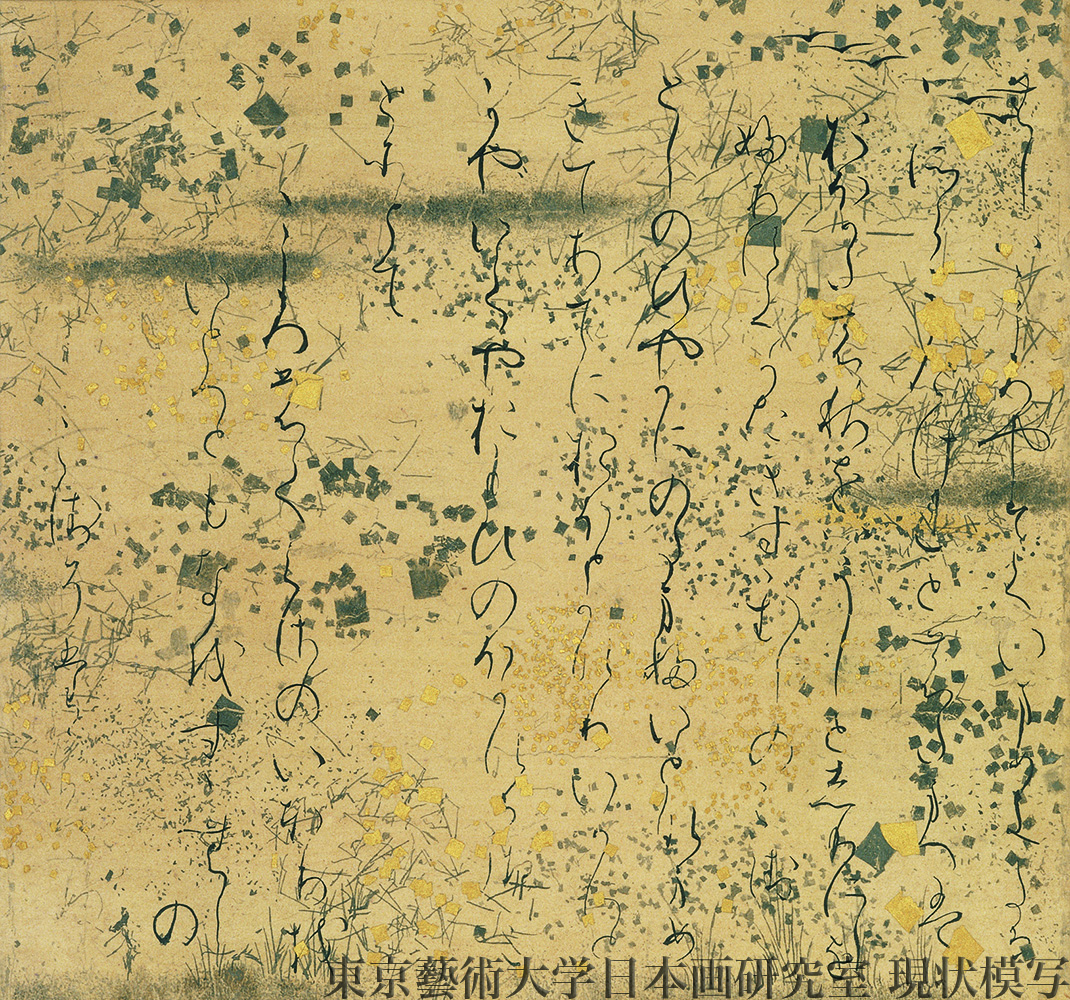
Handgeschriebene Seite aus der Papierrolle vom 12. Jahrhundert (Gotō-Kunstmuseum in Tokio)

Genji Monogatari (japanisch 源氏物語, Die Geschichte vom Prinzen Genji) ist der erste psychologische Roman der japanischen Literaturgeschichte und wird der Hofdame Murasaki Shikibu (ca. 978–1014) zugeschrieben. Gelegentlich wird er als der erste Roman überhaupt angesehen, was jedoch umstritten ist. Die Geschichte vom Prinzen Genji hat einen festen Stellenwert in der japanischen Kultur und gilt als ein Werk von herausragendem Rang.

## Handlung

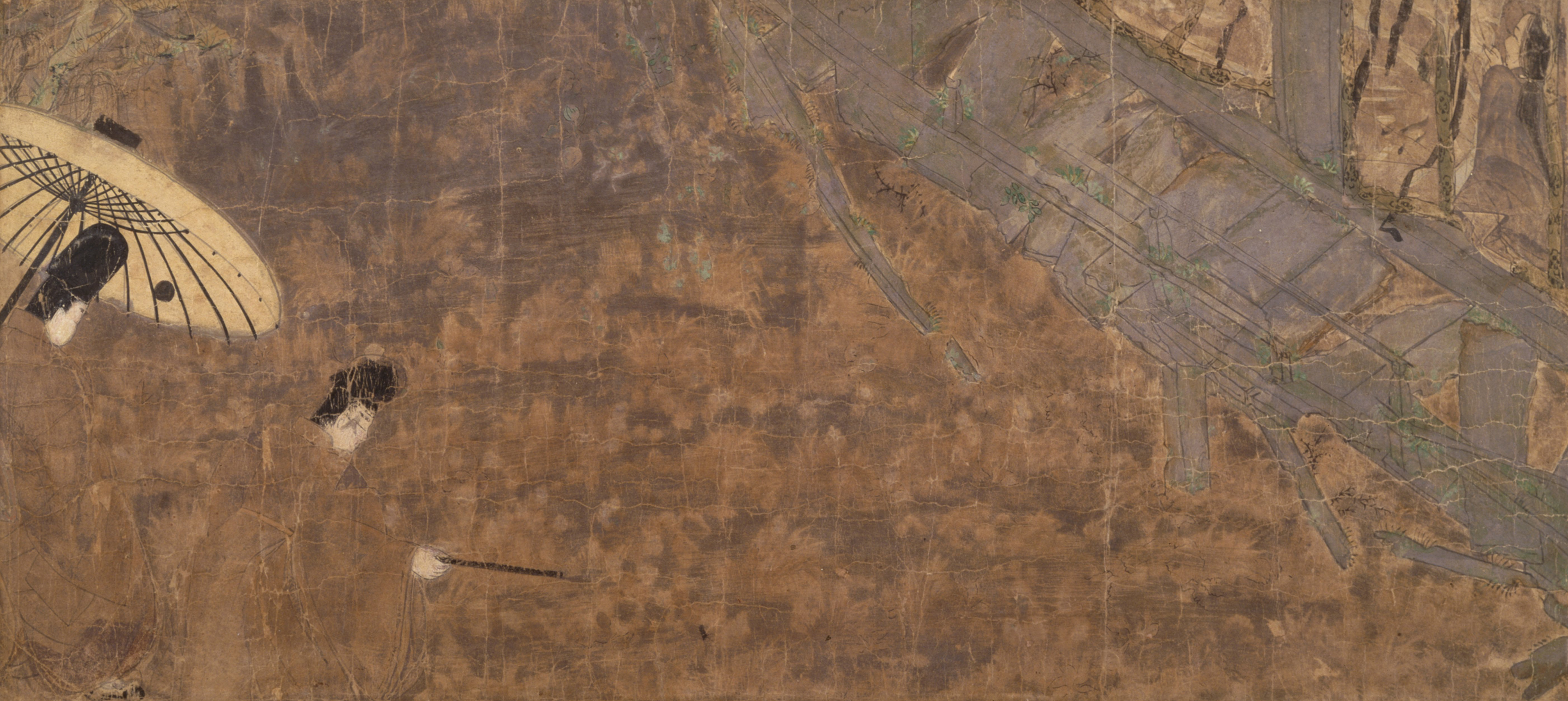
Kapitel 15 – 蓬生. (Abbildung aus der Papierrolle im Tokugawa-Kunstmuseum)

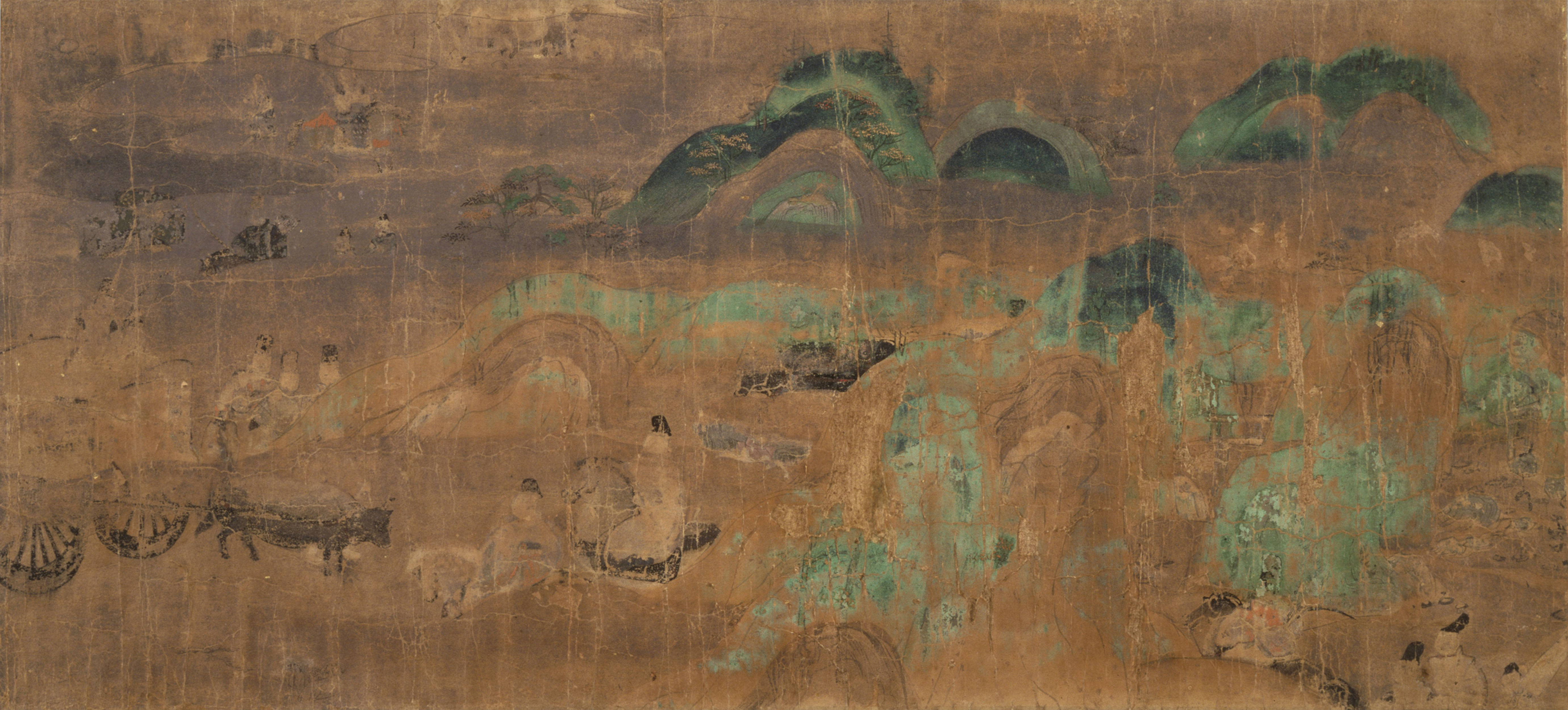
Kapitel 16 – 関屋. (Papierrolle Tokugawa-Kunstmuseum)

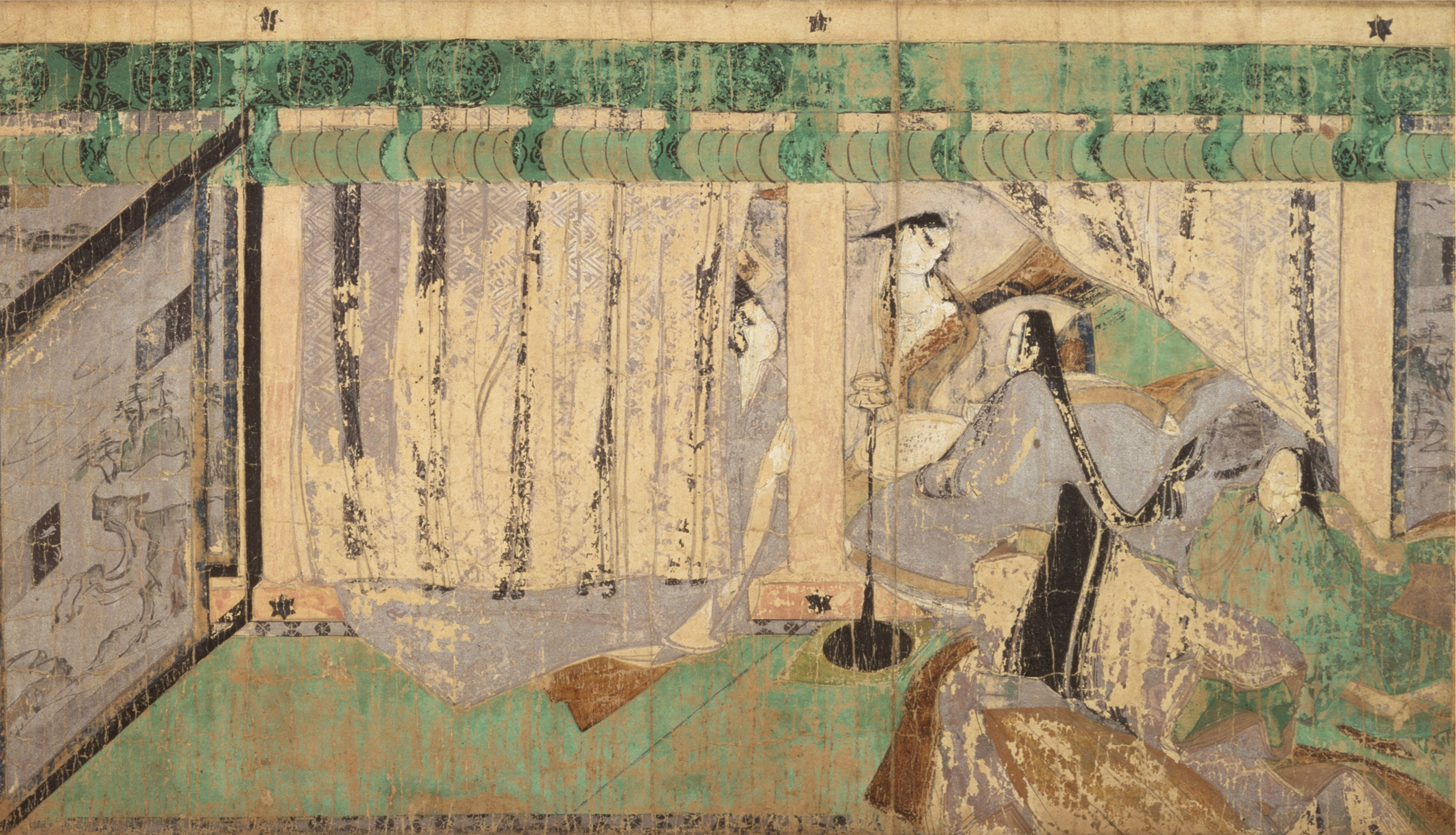
Kapitel 37 – 横笛. (Papierrolle Tokugawa-Kunstmuseum)

Protagonisten sind Genji, spätgeborener Sohn eines alternden Tennō, den sein Vater zwar bevorzugt, aber nicht über seinen gesetzlichen Erben stellen kann, und dessen Konkubine Murasaki. Genji wird traditionsgemäß in die Familie der Minamoto (alias Genji) ausgegliedert, muss nicht arbeiten und verbringt seine Zeit mit den schönen Künsten wie Malen, Dichtung und Kalligrafie, und mit militärischen Sportarten. Sehr früh entwickelt sich auch sein Interesse für das andere Geschlecht, und er kann dank seiner gehobenen Stellung seine Gelüste befriedigen. Das Ergebnis sind viele ganz unterschiedliche Affären mit Frauen. So trifft er zum Beispiel auf ein Mädchen, Murasaki, das ihn fasziniert, da sie die Nichte einer von ihm früher verehrten Hofdame und dieser ähnlich ist.
Nach der Abdankung des alten Tennō gibt es Auseinandersetzungen mit dem neuen Kaiser und vor allem dessen Mutter, die früher zugunsten von Genjis Mutter vernachlässigt worden war. Genji geht freiwillig in die Verbannung, kann aber später an den Hof zurückkehren. Auch fernab des Hofes hat er eine Beziehung und zeugt sein erstes Kind, kann jedoch seine Geliebte nicht mit zurück an den Hof nehmen.
Zurückgekehrt in die Hauptstadt und in seine vorherige gehobene Position, setzt er seine Abenteuer mit Frauen fort. Er nimmt Murasaki zu sich und erzieht sie wie sein eigenes Kind, kann aber auch bei ihr nicht der Versuchung widerstehen, sie zu seiner Geliebten zu machen. Er schafft es zeitlebens nicht, einer Dame treu zu bleiben, und beherbergt auch mehrere Damen gleichzeitig in seinem Haus, die oft wirtschaftlich von ihm abhängig sind.
Das Kapitel Otome (Kapitel 21) enthält eine Beschreibung, wie am Hof zur Unterhaltung musiziert wurde: Bei einer Zusammenkunft der Adligen trägt ein Freund Genjis, der Naidaijin (Lordsiegelbewahrer, Minister), ein improvisiertes Gedicht vor, in dem es heißt, er, der Naidaijin, habe die wagon (Wölbbrettzither) sorgfältig auf die richtigen Töne gestimmt und mit ihr seine Verse begleitet. Er habe so feinsinnig in bedeutungslosen Silben gesungen, dass er alle anwesenden Damen beeindruckte.
Nach Murasakis Tod scheint Genji seinen Lebenswillen zu verlieren. So dreht sich das Kapitel Maboroshi (Kapitel 41) um seine Gedanken über die Vergänglichkeit. Wie und wann er stirbt, wird in der Geschichte jedoch nicht erläutert; das nächste Kapitel Kumogakure ist ohne Inhalt und wahrscheinlich absichtlich von der Autorin so verfasst worden.
Protagonisten des letzten Viertels des Buchs, der sogenannten „Uji-Kapitel“, die nach Genjis Tod spielen, sind seine Söhne Niou und Kaoru, von denen nur einer sein leibliches Kind ist. Ihre Geschichte endet jedoch sehr abrupt, ohne Abschluss.

## Autorin

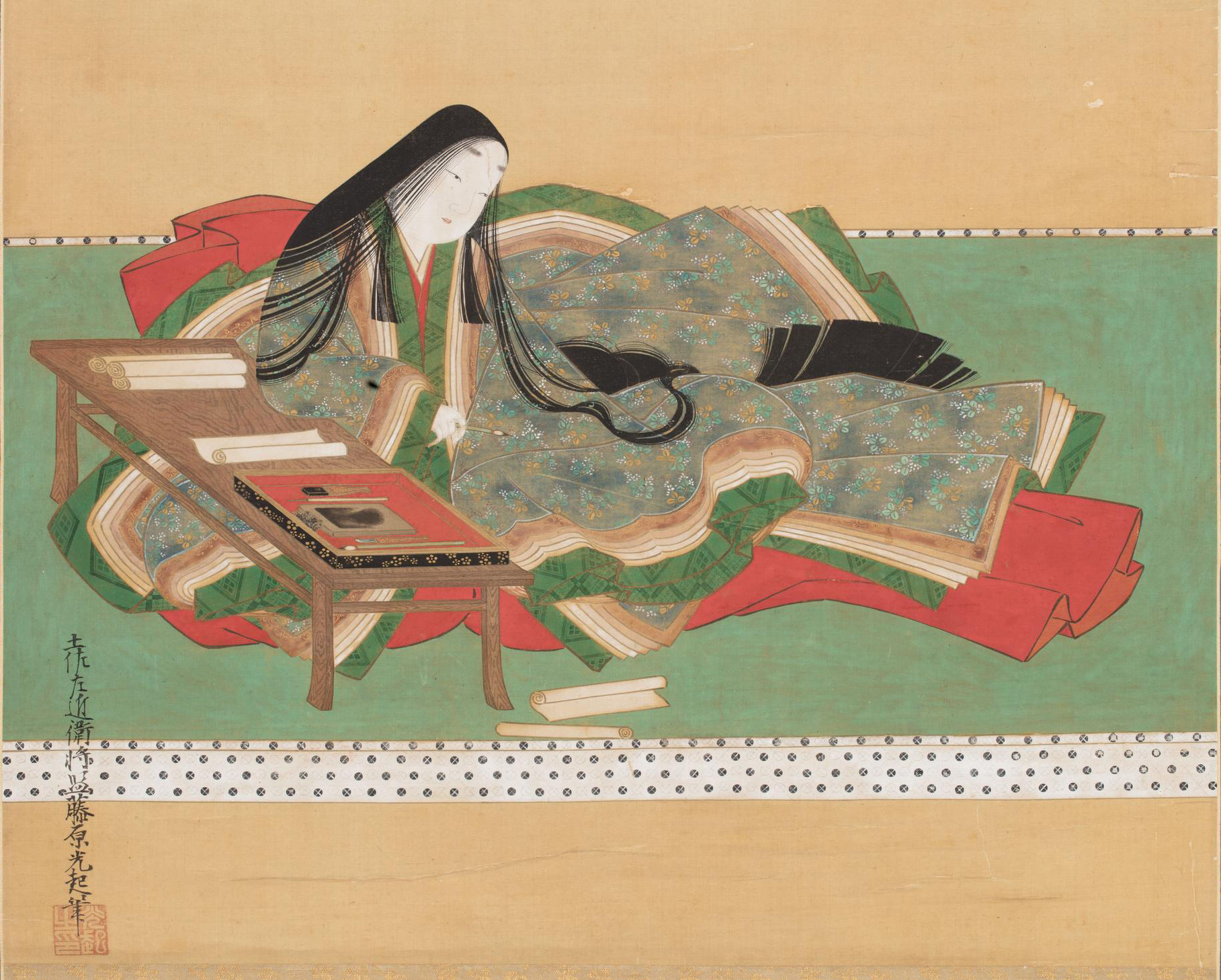
Murasaki Shikibu, nach Tosa Mitsuoki (17. Jahrhundert)

Seit Jahrhunderten sind sich die Gelehrten uneins darüber, ob wirklich alle 54 Kapitel des Genji Monogatari von der gleichen Autorin stammen. Manche glauben, dass die Kapitel ab 33 von Murasakis Tochter geschrieben wurden, andere vermuten einen Autorenwechsel nach dem Tod Genjis, also ab Kapitel 42. Ebenfalls unklar ist, ob die heute erhaltene Fassung vollständig ist, noch weitere Kapitel existierten oder die Autorin nie ein wirkliches Ende der Geschichte plante. Der einzige handfeste Anhaltspunkt ist ein genau datierbarer Tagebucheintrag in dem so genannten Sarashina Nikki, in dem die Autorin ihrer Freude darüber Ausdruck gibt, eine vollständige Kopie des Genji Monogatari erhalten zu haben.
Auffällig ist, dass die weibliche Hauptfigur des Buches genauso heißt wie die Autorin. Jedoch hat hier nicht die Autorin die Protagonistin nach sich benannt, sondern es ist umgekehrt: Der wahre Name der Verfasserin ist unbekannt; man weiß nur, dass sie Hofdame der Kaiserin war. Deshalb wurde sie von der Nachwelt Murasaki getauft.

## Sprache

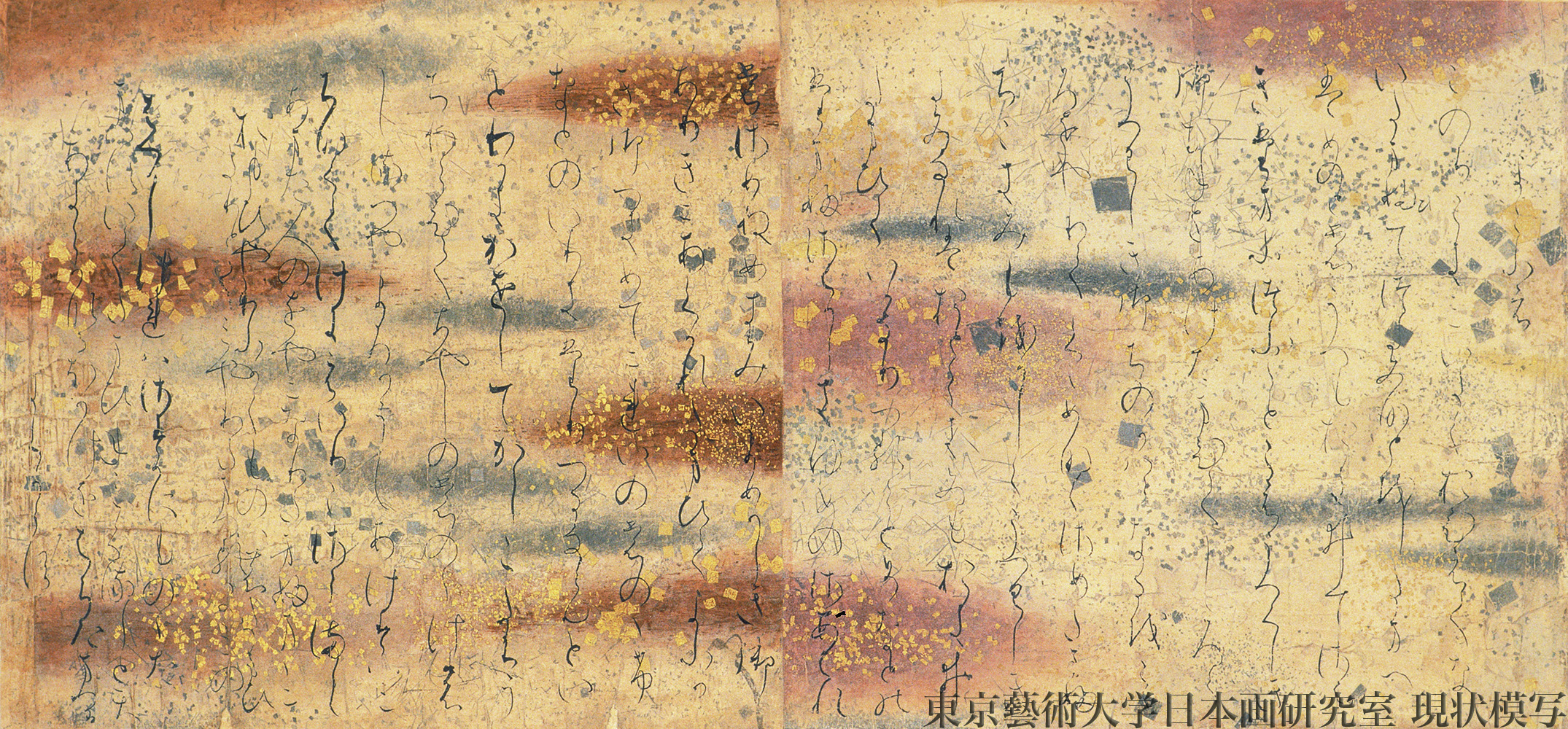
Text aus der frühesten Version (12. Jahrhundert), heute im Tokugawa-Kunstmuseum in Nagoya.

Obwohl sich das Klassischjapanische des Genji Monogatari weit weniger vom heutigen Japanisch unterscheidet als das Mittelhochdeutsche vom heutigen Deutsch, ist das Buch für einen heutigen Japaner nahezu unlesbar. Dies liegt neben der komplexen, von Höflichkeitsformen durchdrungenen Grammatik des alten Japanisch auch daran, dass sehr viele Dinge nur angedeutet werden, einschließlich der Personennamen. Tatsächlich ist fast keine der Personen im Buch benannt, da dies als unhöflich galt. Stattdessen werden die Personen durch ihren Rang (bei Männern), Verwandtschaftsbeziehungen oder Kleidung (bei Frauen) oder durch vorherige Äußerungen in der Konversation identifiziert, wodurch es sehr schwer wird, den Überblick zu behalten. Eine weitere Komplikation ist die in der Heian-Zeit übliche idiomatische Verwendung von bekannten Gedichten oder Variationen davon in der Konversation, die oft nur in Bruchstücken wiedergegeben sind. Wer die zitierten alten Gedichte (meist in der Tanka-Form) nicht kennt, kann somit oftmals nicht verstehen, was ein Sprecher aussagen will.
Für diese Probleme gibt es zwei verbreitete Lösungen: Es werden einerseits Originaltexte mit ausführlichen Anmerkungen veröffentlicht, andererseits gibt es auch modernisierte Fassungen, in denen unter anderem die Personen mit Namen versehen werden. Beispielsweise ist Genjis erste Ehefrau per Konvention als Aoi bekannt, nach dem Titel des Kapitels, in dem sie stirbt.

## Papierrollen

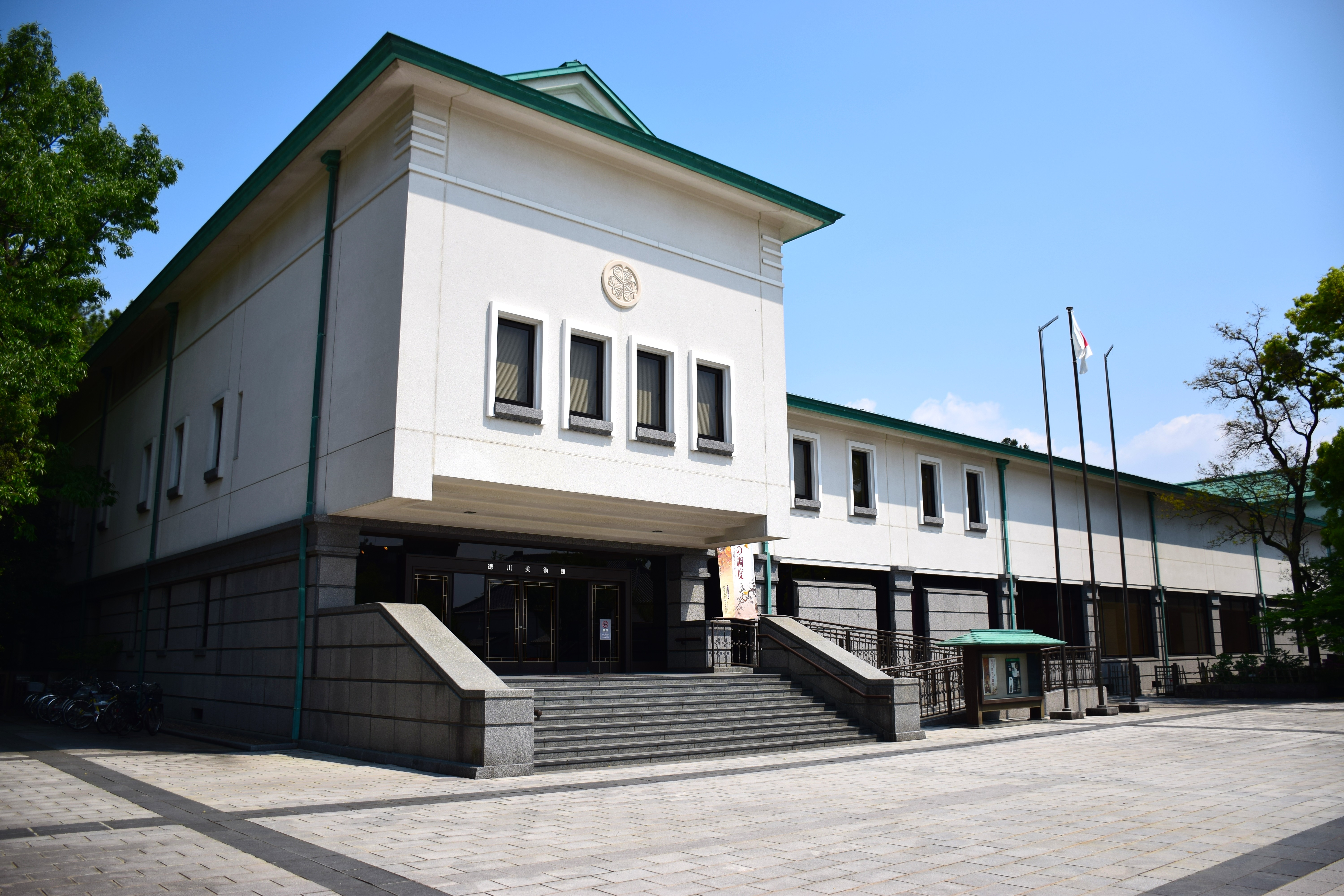
Das Tokugawa-Kunstmuseum in Nagoya beherbergt die älteste Fassung des Romans

Die frühesten noch erhaltenen Versionen sind Papierrollen aus dem 12. Jahrhundert. Der größte Teil wird heute im Tokugawa-Kunstmuseum in Nagoya aufbewahrt, ein kleinerer Teil im Gotō-Kunstmuseum in Tokio. Da die Rollen äußerst empfindlich sind, liegen sie versiegelt und sind der Öffentlichkeit nicht zugänglich. Die Rollen sind Nationalschätze Japans.

## Wirkungsgeschichte und Adaptionen
Der Roman diente als Vorlage für zahlreiche japanische Illustrationen des 17. Jahrhunderts, die lesende und schreibende Frauen darstellen.
1951 wurde die Geschichte von Genji von Kozaburo Yoshimura verfilmt, mit Kazuo Hasegawa und Michiyo Kogure in den Hauptrollen. 1966 drehte Kon Ichikawa eine weitere moderne Verfilmung.
In der Belletristik ist die Geschichte von Liza Dalby als „Pflaumenblüten im Schnee“ bearbeitet.
Es gibt auch eine Manga-Adaption des Stoffs mit dem Titel Asakiyumemishi von Yamato Waki aus dem Jahre 1980. Diese erschien 1992 als Genji Monogatari in Deutschland, wurde aber nach drei Bänden eingestellt.
Eine indirekte Adaption ist das Videospiel Genji, das 2005 für die Playstation 2 erschienen ist.
Im Jahr 2009 wurde eine 11-teilige Anime-Serie mit dem Namen Genji Monogatari Sennenki: Genji (源氏物語千年紀 Genji) veröffentlicht.
Seit 2011 erscheint der Manga Minamoto-kun Monogatari von Minori Inaba, der das Genji Monogatari als Vorlage hat.
Ivan Morris, Experte für Die Geschichte vom Prinzen Genji (Genji Monogatari), beschreibt in The World of The Shining Prince einen grundlegenden Unterschied zwischen der japanischen und der europäischen Kultur. Er vergleicht dazu die Ausdrücke mono no aware und memento mori, die jeweils zwei unterschiedliche Paradigmen widerspiegeln. Der wesentliche Unterschied liegt in der Betonung. Das Christentum erinnert uns zwar an die Vergänglichkeit und Eitelkeit (Vanitas) weltlicher Dinge, geht in der Regel jedoch nicht weiter auf das Thema ein, sondern betont lieber die Dichotomie zwischen Sünde und Tugend. Der japanische Buddhismus hingegen beschäftigt sich mit der vergänglichen Natur der Phänomene der weltlichen Welt (Anica).

## Ausgaben
- 源氏物語 (Genji monogatari). Hrsg. von Yanai Shigeshi (柳井滋) u. a. 5 Bände. Iwanami Shoten (岩波書店), Tōkyō 1993–1997.(新日本古典文学大系 Shin-Nihon koten bungaku taikei; 19-23.) ISBN 4-00-240019-0, ISBN 4-00-240020-4, ISBN 4-00-240021-2, ISBN 4-00-240022-0, ISBN 4-00-240023-9.

## Übersetzungen

### Englisch
- Arthur Waley: 6 Bände: 1. The Tale of Genji, 2. The Sacred Tree, 3. The Wreath of Cloud, 4. Blue Trousers, 5. The Lady of the Boat, 6. The Bridge of Dreams. 1925–1933. Erste vollständige Übersetzung (außer Kapitel 38) ins Englische, zahlreiche Neuauflagen; Zweitübersetzung ins Deutsche, s. u.
- Edward Seidensticker: The Tale of Genji. Knopf, 1976.
- Royall Tyler: The Tale of Genji. Viking, 2002.

### Deutsch
- Herberth E. Herlitschka: Die Geschichte vom Prinzen Genji, wie sie geschrieben wurde um das Jahr Eintausend unserer Zeitrechnung von Murasaki, genannt Shikibu, Hofdame der Kaiserin von Japan. Zweitübersetzung nach der englischen Übersetzung von Arthur Waley (s. o.). 2 Bände. Insel-Verlag, Leipzig 1937. (zahlreiche Neuauflagen)
- Oscar Benl: Die Geschichte vom Prinzen Genji. Altjapanischer Liebesroman aus dem 11. Jahrhundert, verfaßt von der Hofdame Murasaki. Vollständige Übersetzung aus dem Japanischen. (= Corona-Reihe der Manesse Bibliothek). 2 Bände. Manesse Verlag, Zürich 1966.